# Aastejärv
Aastejärv (ili Aastajärv) je jezero u zapadnoj Estoniji. Pripada okrugu Saare. Površina mu je 10,6 hektara.